# Matías Pipet

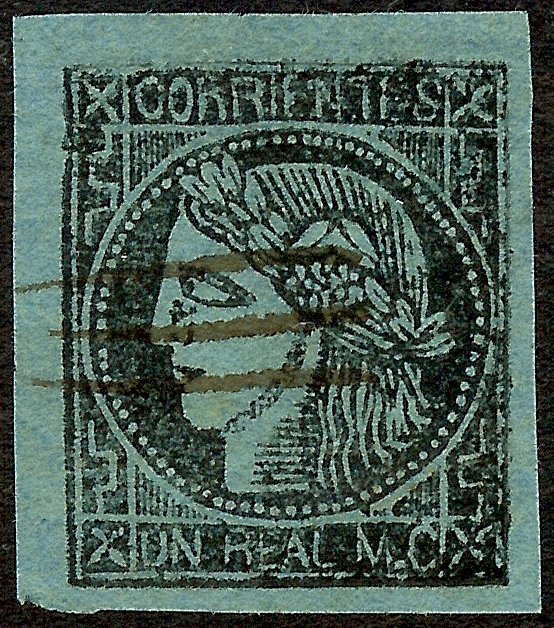
Primer sello postal argentino

Matías Pipet (Ruan, 1826-Mercedes, 10 de enero de 1886), fue un grabador francés, creador del primer sello postal argentino.

## Biografía
Nació en Ruan, ciudad del noroeste de Francia, capital de la región de Alta Normandía. En los años 1850, emigró a la Argentina, y se radicó en la ciudad Mercedes, provincia de Corrientes, Argentina, lugar donde se encontraba asentada la mayor población de origen francés en el país.
Se casó con Vicenta Gómez y tuvo 9 hijos. Falleció, el 10 de enero de 1886, a los 60 años de edad y se encuentra sepultado en el Cementerio de la Merced de la ciudad de Mercedes.

## Sello postal
El gobernador Juan Gregorio Pujol creó un timbrado postal para poder conservar el correo provincial y encomienda al director de la Imprenta del Estado, Emilio Conti la confección del mismo, por lo que éste toma contacto con Matías Pipet quien en su juventud había adquirido experiencia en la confección de grabados. Pipet se inspiró para el diseño en el primer sello francés, con la efigie de la diosa Ceres. Las estampillas se vendían en almacenes y representaba un impuesto cuya recaudación se destinaba a la compra de caballos para las postas. 
El primer sello postal creado por el gobernador Pujol y grabado por Matías Pipet circuló desde 1856 hasta 1880, cuando se nacionalizó el servicio postal y dejó de emitirse oficialmente.
En honor al importantísimo aporte de Matías Pipet al progreso de las comunicaciones postales en la Argentina, el 21 de agosto de 1856, fecha en que comenzó a circular la estampilla de Pipet, se conmemora el Día del Filatelista.